# 稻挑山
稻挑山，(北纬北纬27°27'54" 东经121° 7'48") 。属于平阳县南麂列岛，附近有形如鸬鹚的鸬鹚礁，状似巨人的立人礁，分列两边，像一条“冲担”上挑着的稻禾，故名稻挑山。因岛上光秃秃的，又叫无毛山。稻挑山为中華人民共和國领海基点之一，1985年10月平阳县政府在此立主权碑为志。 